# شاکنسلبن
شاکنسلبن (به آلمانی: Schackensleben) یک منطقهٔ مسکونی در آلمان است که در هوهه بورده واقع شده‌است. شاکنسلبن ۷۱۵ نفر جمعیت دارد.